# Heliococcus summervillei
Heliococcus summervillei är en insektsart som beskrevs av Brookes 1978. Heliococcus summervillei ingår i släktet Heliococcus och familjen ullsköldlöss. Inga underarter finns listade i Catalogue of Life.